# 27-я Дервентская моторизованная бригада
27-я Дервентская моторизованная бригада (серб. 27. дервентска моторизована бригада) — мотострелковое подразделение Армии Республики Сербской. Образовано 13 мая 1992 в Дервенте. В составе бригады насчитывалось изначально 2 тысячи человек, за годы войны прошли всего 5 тысяч человек. Ядро бригады составляли добровольцы общин Брод, Дервента и Прнявор. Первым командиром бригады был Любо Обрадович.
Бригада сражалась в годы Боснийской войны на Добойском направлении, участвовала в операциях «Коридор» и «Дрина». За годы войны потеряла убитыми 438 человек. В состав бригады в своё время входили мусульманское подразделение «Меша Селимович» и добровольческий отряд «Волки из Вучияка».